# Gymnasura semilutea
Gymnasura semilutea är en fjärilsart som beskrevs av Alfred Ernest Wileman 1911. Gymnasura semilutea ingår i släktet Gymnasura och familjen björnspinnare. Inga underarter finns listade i Catalogue of Life.

## Bildgalleri

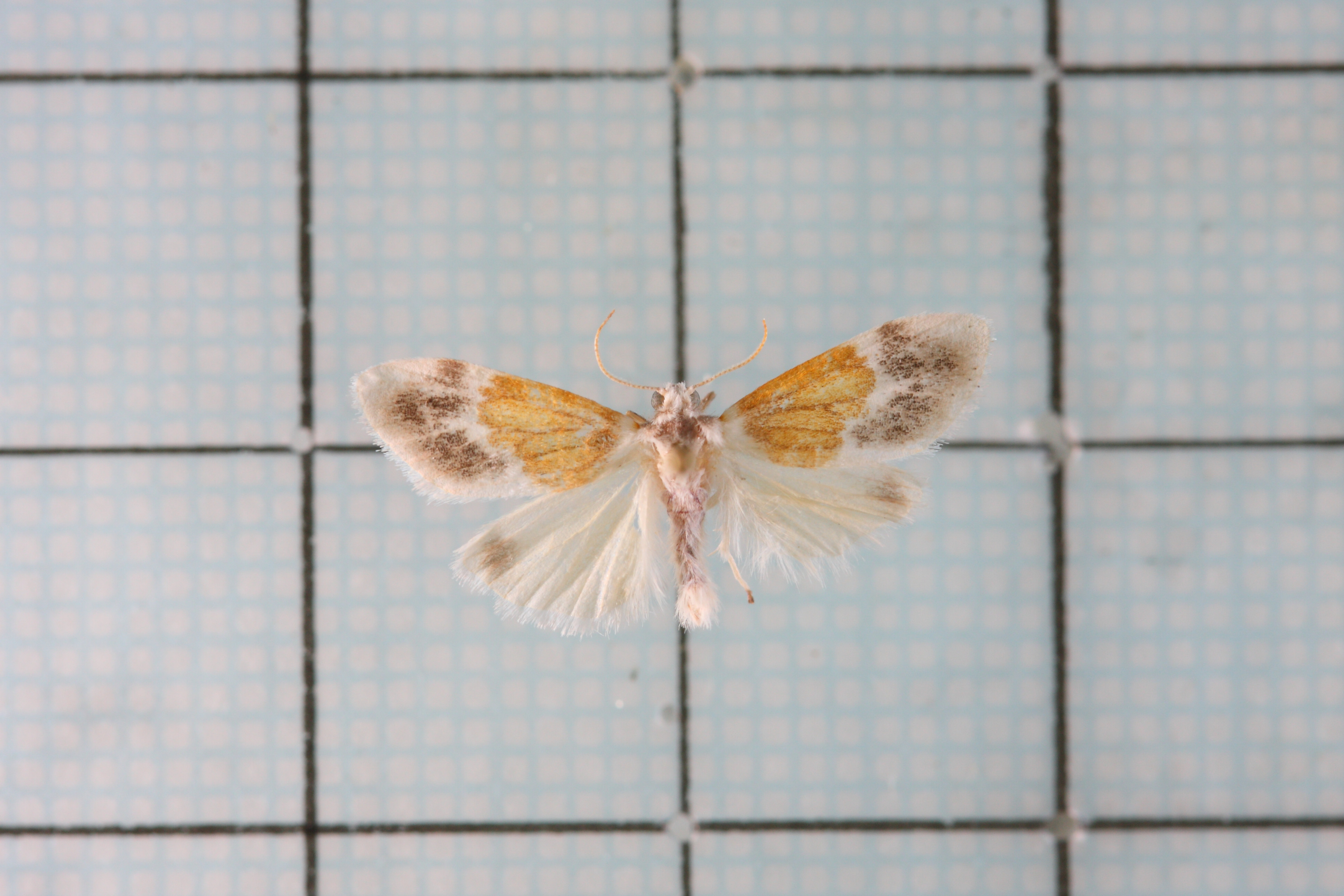
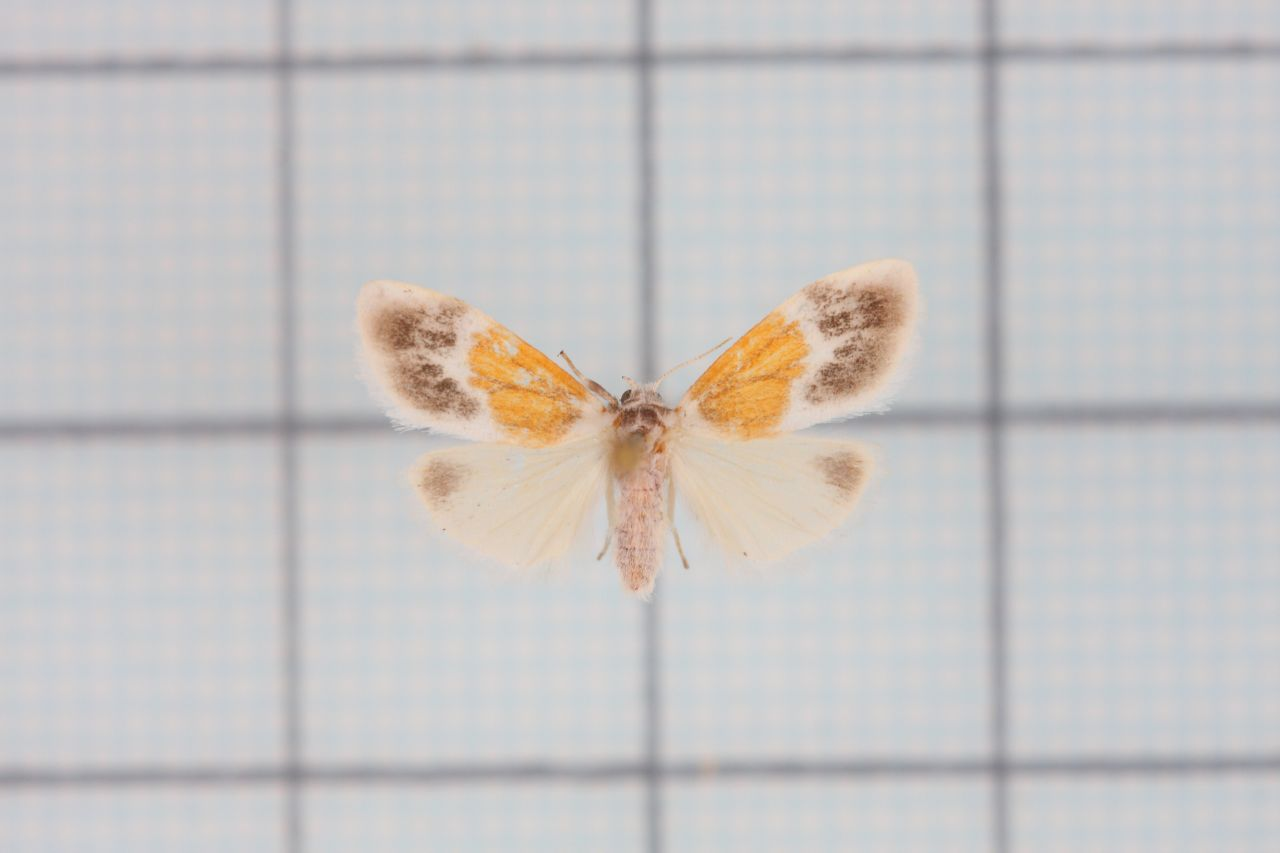